# Kunio Maekawa
Kunio Maekawa (前川 國男 Maekawa Kunio?), (Niigata, 14 de mayo de 1905 - Tokio, 26 de junio de 1986) fue un arquitecto japonés y uno de los maestros de la arquitectura del periodo posterior a la Segunda Guerra Mundial.

## Biografía

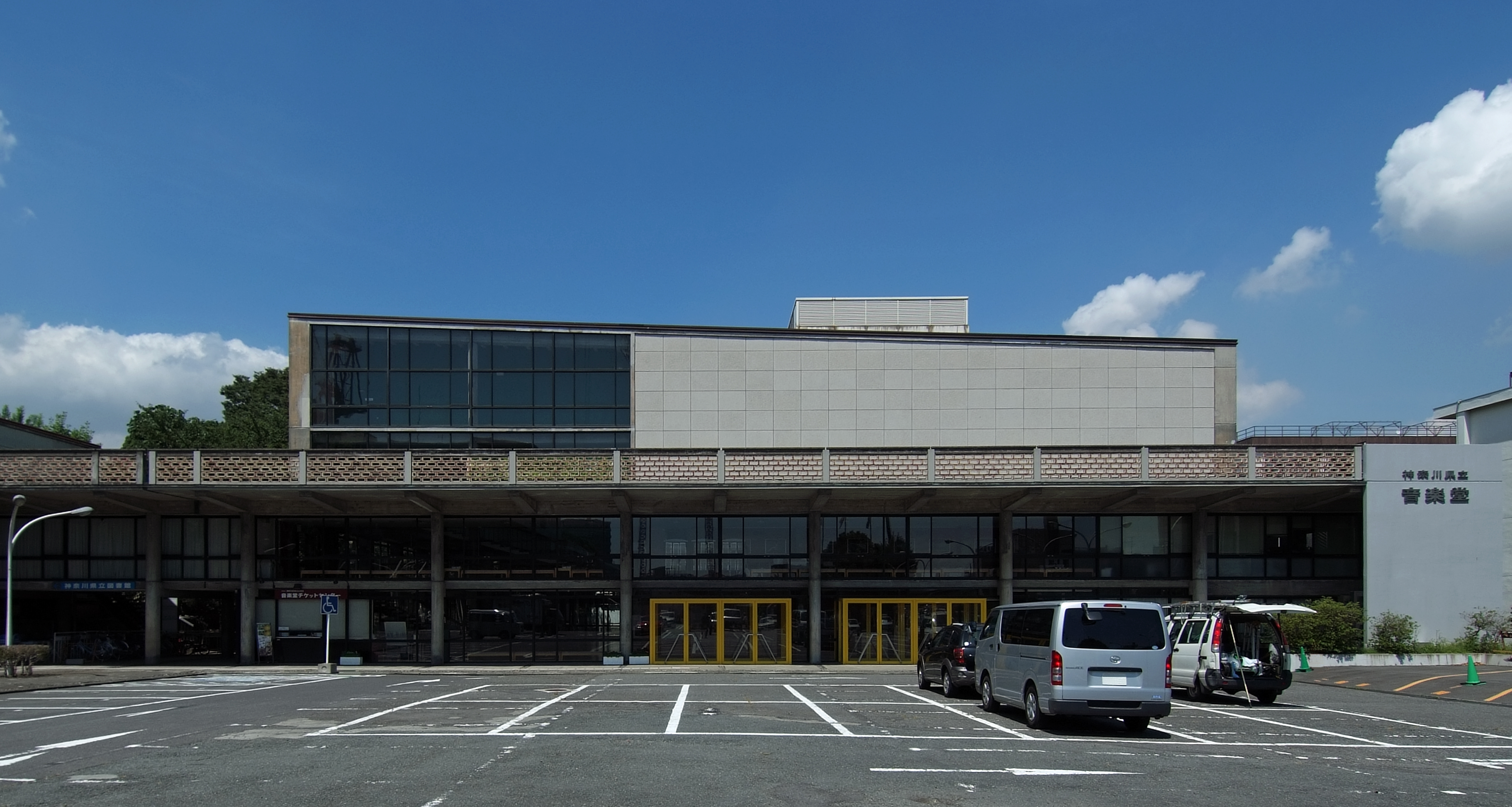
Auditorio y biblioteca de Yokohama (1956)

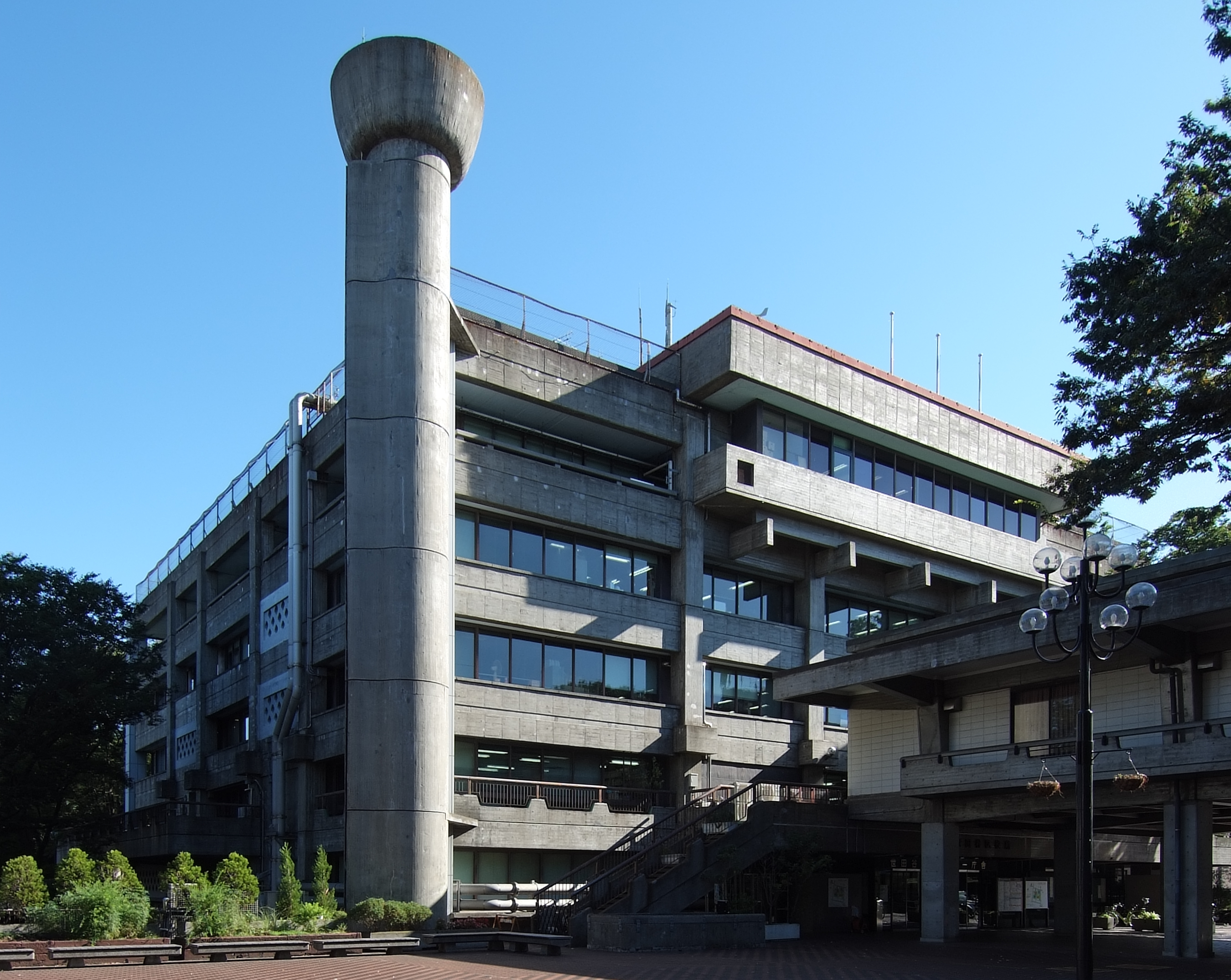
Centro comunitario Setagaya de Tokio (1959)

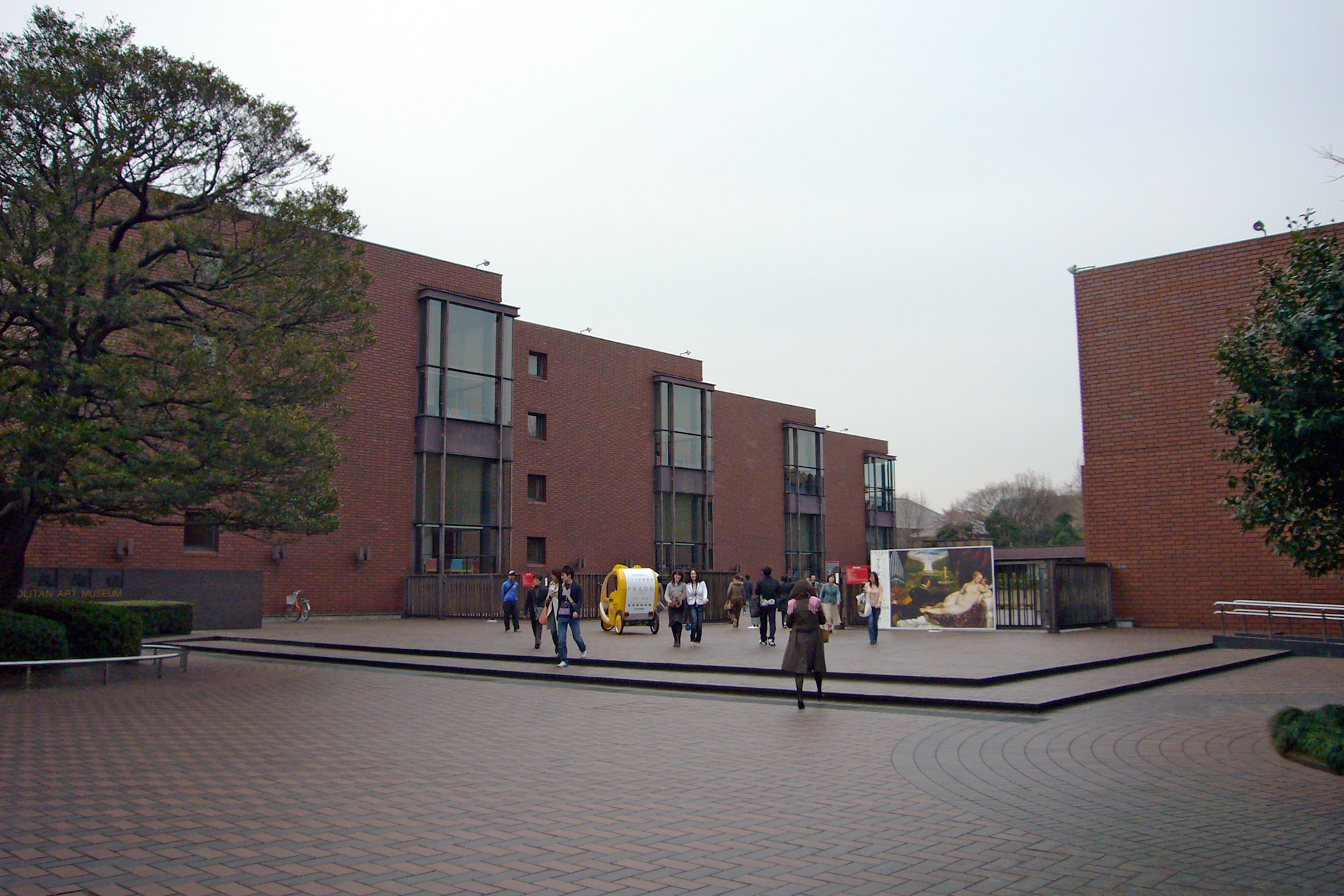
Museo de arte metropolitano de Tokio (1975)

Trabajó con arquitectos como Le Corbusier, Sakura o Raymond. Con el primero que contactó fue con Le Courbusier, pues tras licenciarse en arquitectura en Tokio en 1928 partió a Francia y entró a trabajar en su estudio de 1928 a 1930. Su influencia será muy fuerte en sus trabajos posteriores. De retorno a Japón trabajó en el estudio de Antonin Raymond hasta 1935.
En su primeras obras de arquitectura exploró las múltiples posibilidades que brindaba el hormigón, tanto en la estética como en la estructura. De esas primeras obras destaca la Universidad Gakushuin de Tokio que data de 1961.
Después consiguió la fusión del hormigón con motivos arquitectónicos de la tradición japonesa introduciendo de una forma lenta y pausada el uso del ladrillo; destacan aquí el Tokyo Kaikan, de Tokio en 1961, y el centro cultural de Saitama en 1966. Kunio Maekawa fusionó el movimiento moderno y la tradición japonesa.
Obras más tardías son el Pabellón del Acero de la Expo '70 de Osaka (1970) y la ampliación del Museo de Arte Occidental de Tokio, que fue proyectado por Le Corbusier.
Fue maestro de Kenzō Tange, quien trabajó en su estudio por cuatro años.

## Obras principales
- 1952: Banca Nihon Sogo en Tokio
- 1954: Auditorio y biblioteca de Yokohama.
- 1957: Apartamentos Harumi en Tokio, derivados de una obra de Le Corbusier en Marsella (Francia)
- 1959: Centro comunitario Setagaya de Tokio
- 1960: Kyoto Kaikan de Kioto.
- 1961: Tokyo Bunka Kaikan de Tokio
- 1961: Universidad de Gakushuin en Tokio
- 1966: Centro Cultural de Saitama.
- 1970: Pabellón del Acero de la Expo '70 de Osaka.
- 1975: Museo de arte metropolitano de Tokio
- 1977: Museo del Arte Asiático en Colonia (Alemania)
- 1979: Ampliación del Museo de Arte Occidental en Tokio